# 도덕초등학교 (전남)
도덕초등학교는 대한민국 전라남도 고흥군에 있는 공립 초등학교이다.

## 학교 상징

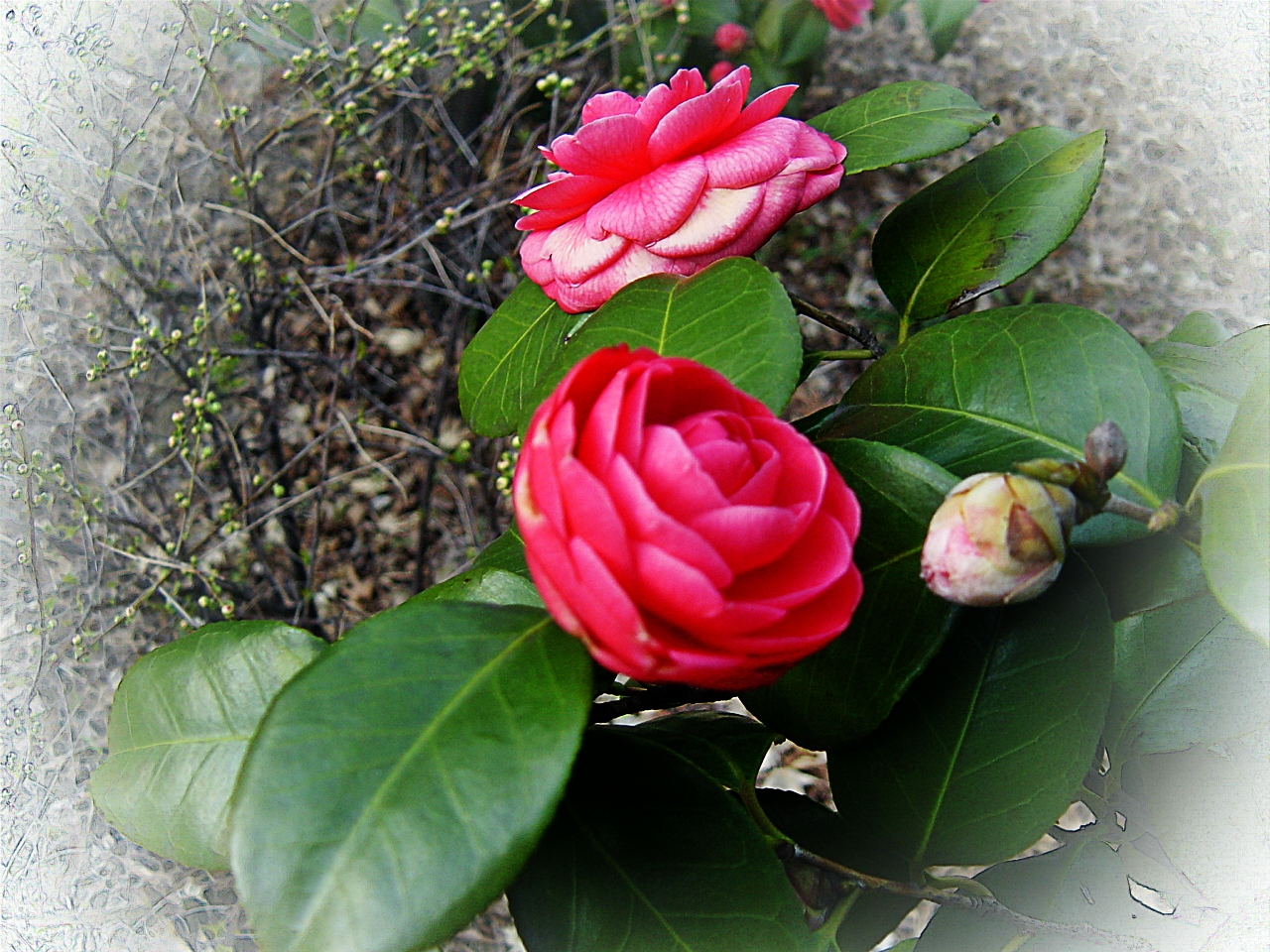
교화(동백꽃)
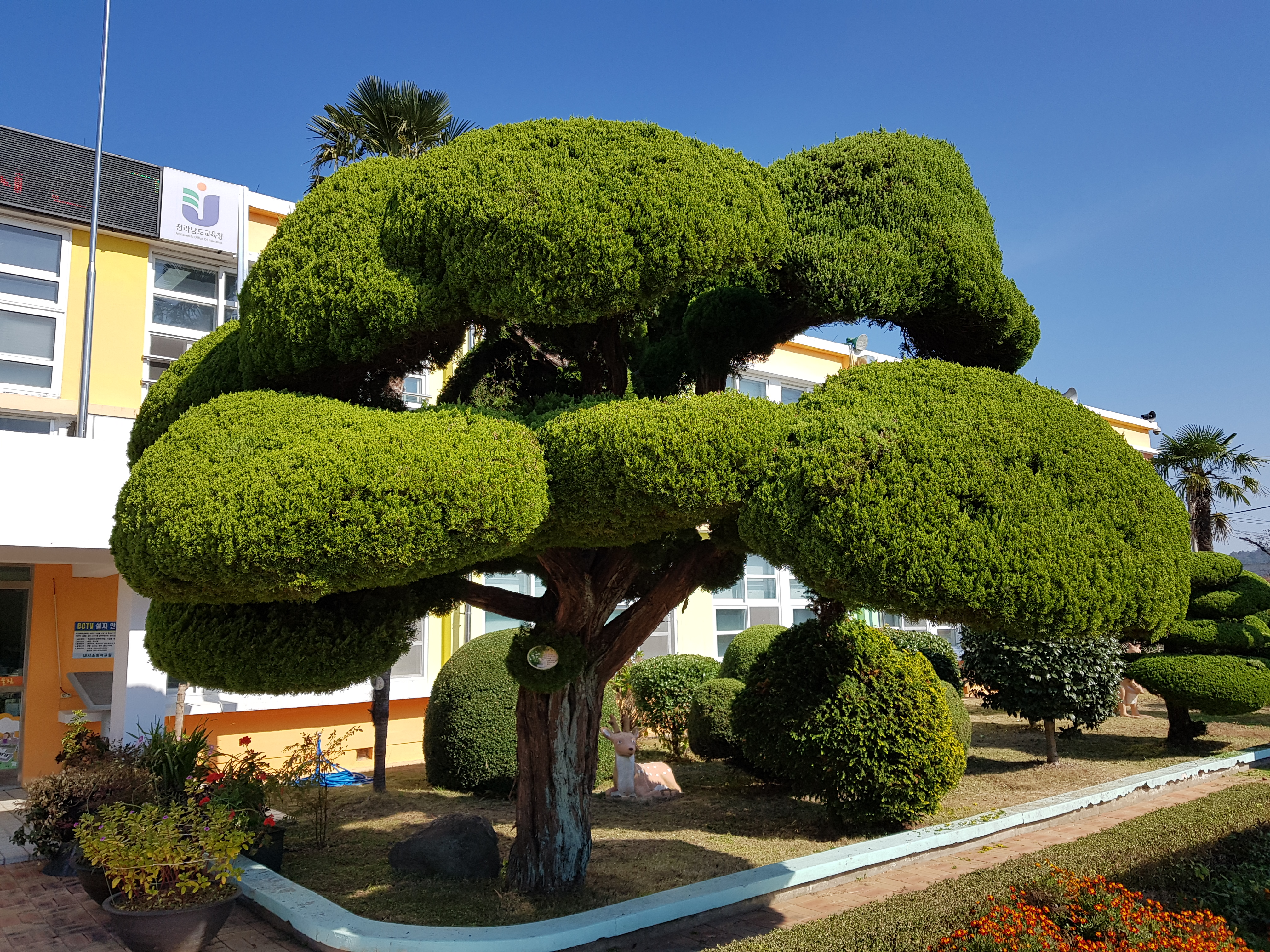
교목(향나무)
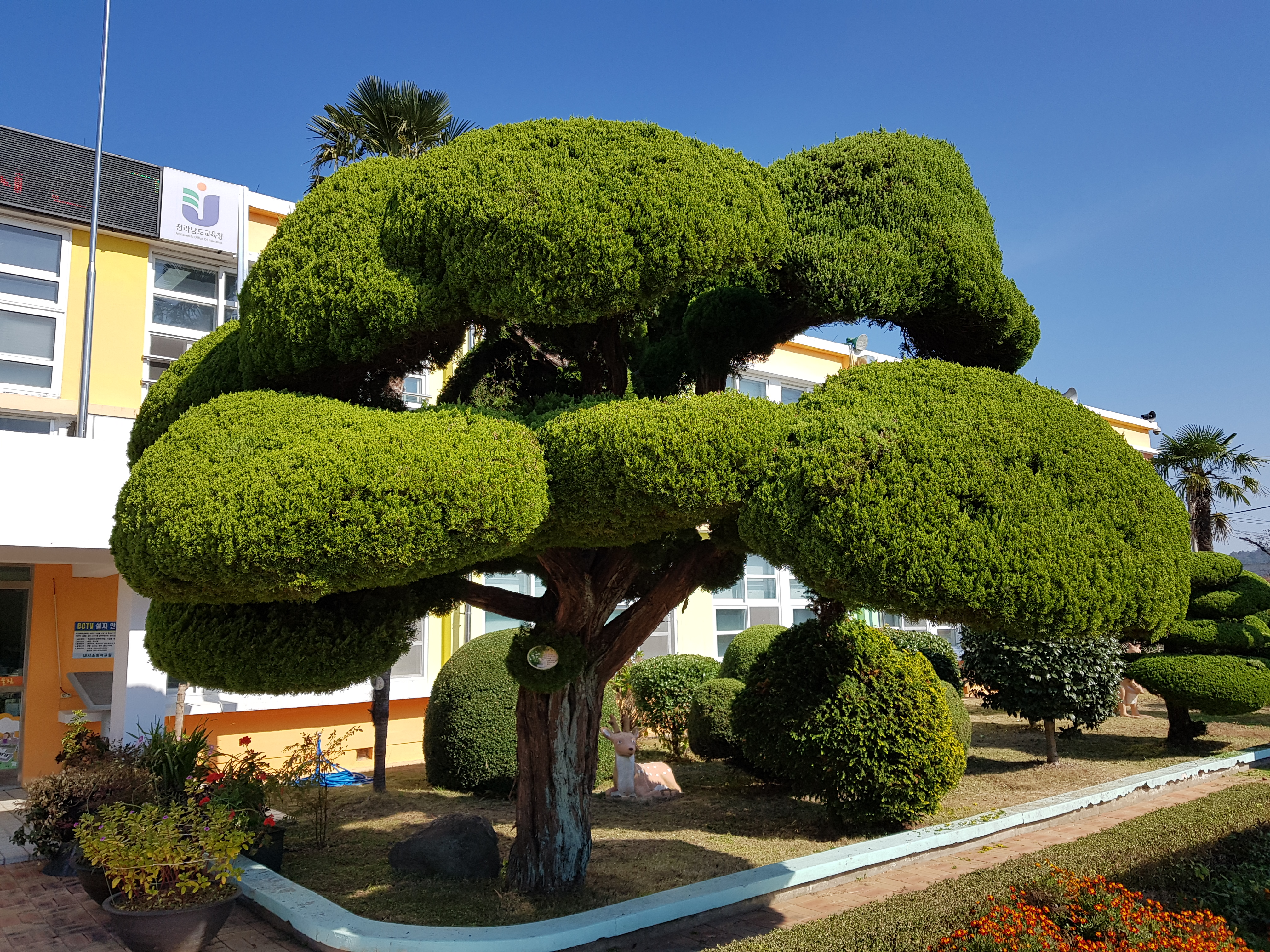
교목(향나무)
교색(녹색)

## 학교 연혁
- 1944. 04. 07 도양동공립국민학교 설립인가
- 1981. 03. 01 병설유치원 개원
- 1983. 03. 15 도덕국민학교 교명 개칭
- 1993. 09. 01 오마분교 통·폐합
- 1996. 03. 01 도덕초등학교 교명 개칭
- 1999. 09. 01 도덕중앙초등학교 통폐합
- 2012. 03. 01. 농산어촌 연중돌봄학교
- 2015. 03. 01. 도지정 생활지도 연구학교
- 2019. 09. 01. 제29대 황미옥 교장 부임
- 제71회 7명 졸업(졸업생 7,333명)

## 참고 자료
- 도덕초등학교 - 한국교육학술정보원 학교알리미